# Susan Cooper
Susan Mary Cooper (ur. 23 maja 1935) – angielska autorka książek dla dzieci. W latach siedemdziesiątych dwie z pięciu jej powieści zostały uznane przez Welsh Books Council za najlepszą książkę roku. 

## Życiorys

### Wczesne życie
Urodziła się w Burnham w hrabstwie Buckinghamshire, w rodzinie Ethel Maybelle z domu Field i jej męża Boba Richarda Coopera. Jej ojciec pracował w Muzeum Historii Naturalnej w Londynie, a następnie dostał powołanie do wojska i został wysłany na jeden z frontów I wojny światowej, z której wrócił ze zranioną nogą. Cooper mieszkała w Buckinghamshire do 21 roku życia, kiedy jej rodzice przeprowadzili się do wioski swojej babci, Aberdyfi w Walii. Uczęszczała do liceum w Slough, a następnie uzyskała dyplom z filologii angielskiej na University of Oxford, gdzie była pierwszą kobietą, która redagowała gazetę licencjacką Cherwell. 

### Działalność literacka
Po ukończeniu studiów pracowała jako reporterka w The Sunday Times u Iana Fleminga oraz w wolnym czasie pisała, w tym okresie zaczęła pracę nad serią The Dark Is Rising i skończyła debiutancką powieść science fiction, Mandrake, opublikowaną przez Hodder&Stoughton w 1964 roku. Cooper wyemigrowała do Stanów Zjednoczonych w 1963 roku, gdzie poślubiła Nicholasa J. Granta, profesora metalurgii w Massachusetts Institute of Technology, wdowca z trojgiem nastoletnich dzieci.  Miała z nim dwoje dzieci, Jonathana Rodericka Howarda Granta (urodzony w 1965 roku) i Katharine Mary Grant (urodzona w 1966 roku). Następnie została etatową pisarką, skupiając się na The Dark Is Rising i Dawn of Fear (1970), powieści opartej na jej doświadczeniach z II wojny światowej. W czasie pisania powieści Seaward (1983) oboje jej rodzice zmarli, a jej małżeństwo z Grantem uległo rozpadowi.
Jej ostatnią powieścią była wydana w 2013 roku powieść Ghost Hawk, której głównym bohaterem jest duch Wampanoaga. 

### Pozostała działalność
W lipcu 1996 roku wyszła za mąż za kanadyjsko-amerykańskiego aktora Hume'a Cronyna, z którym była aż do śmierci w czerwcu 2003 roku. Hollywood zaadaptował jej powieść The Dark Is Rising jako film z 2007 roku pod tytułem The Seeker.  Cooper była członkiem zarządu National Children's Book and Literacy Alliance (NCBLA), amerykańskiej organizacji non-profit w latach 2006–2012. 

#### Nagrody
Za całokształt twórczości dla dzieci Cooper w 2002 roku została nominowana do wręczanej co dwa lata międzynarodowej nagrody im. Hansa Christiana Andersena, najwyższego międzynarodowego uznania dla twórców książek dla dzieci. W 2013 roku otrzymała nagrodę World Fantasy Award za całokształt twórczości, a szczególnie cykle The Dark Is Rising (Ciemność rusza do boju) oraz The Grey King (Szary Król). 